# Śtyrbna Przełęcz
Śtyrbna Przełęcz (słow. Zadná snehová štrbina, niem. Mittlere Schwarzseescharte, węg. Középső Feketetavi rés) – przełęcz położona na wysokości ok. 2200 lub ok. 2210 m n.p.m. w Śnieżnej Grani w słowackich Tatrach Wysokich. Oddziela ona Wielką Śnieżną Turnię od Pośredniej Śnieżnej Turni. Jest to środkowa z trzech przełęczy w Śnieżnej Grani, rozdziela dwie wyższe Śnieżne Turnie. Podobnie jak na inne pobliskie obiekty, także i na nią nie wiodą żadne znakowane szlaki turystyczne.
Śtyrbna Przełęcz była od dawna znana jurgowskim myśliwym, którzy wykorzystywali ją (i inne sąsiednie) podczas swoich polowań w obrębie całej Doliny Jaworowej.
Polska nazwa pochodzi z gwary podhalańskiej – słowo śtyrbny oznacza w niej tyle co „spadzisty” czy „stromy” i odnosi się do zboczy pod przełęczą. Niemieckie i węgierskie nazewnictwo Śtyrbnej Przełęczy, podobnie jak i dwóch pozostałych w tej grani, pochodzi od Czarnego Stawu Jaworowego w Dolinie Czarnej Jaworowej.
Pierwsze wejścia turystyczne:
- Kazimierz Piotrowski i Mieczysław Świerz, 9 czerwca 1910 r. – letnie,
- Bolesław Chwaściński, Wiktor Ostrowski i Wiesław Stanisławski, 28 grudnia 1931 r. – zimowe[2].